# 50e Match des étoiles de la Ligue nationale de hockey
Match précédent Match suivant
Le 50e Match des étoiles de la Ligue nationale de hockey fut tenu le 6 février 2000 dans le domicile des Maple Leafs de Toronto, le Centre Air Canada. L'équipe représentant le reste du monde l'emporta par la marque de 9 à 4 aux dépens de l'Amérique du Nord. L'étoile de la rencontre fut Pavel Bure qui y amassa trois buts en plus de récolter une mention d'assistance.

## Effectif

### Reste du monde
- Entraîneur-chef : Scotty Bowman; Red Wings de Détroit.

Gardiens de buts
- 01 Roman Turek, République tchèque ; Blues de Saint-Louis.
- 35 Tommy Salo, Suède ; Oilers d'Edmonton.
- 37 Olaf Kölzig, Allemagne ; Capitals de Washington.

Défenseurs :
- 02 Petr Buzek, République Tchèque ; Thrashers d'Atlanta.
- 05 Nicklas Lidström, Suède ; Red Wings de Détroit. Capitaine
- 18 Sandis Ozoliņš, Lituanie ; Avalanche du Colorado.
- 23 Petr Svoboda, République Tchèque ; Lightning de Tampa Bay.
- 27 Teppo Numminen, Finlande ; Coyotes de Phoenix.
- 36 Dmitri Iouchkevitch, Russie ; Maple Leafs de Toronto.
- 56 Sergueï Zoubov, Russie ; Stars de Dallas.

Attaquants
- 08 Teemu Selänne, AD, Finlande ; Mighty Ducks d'Anaheim.
- 10 Pavel Boure, AD, Russie ; Panthers de la Floride.
- 13 Mats Sundin, C, Suède ; Maple Leafs de Toronto.
- 14 Radek Bonk, C, République Tchèque ; Sénateurs d'Ottawa.
- 20 Valeri Boure, AD, Russie, Flames de Calgary.
- 22 Milan Hejduk, AD, République Tchèque, Avalanche du Colorado.
- 24 Sami Kapanen, AD, Finlande, Hurricanes de la Caroline.
- 25 Viktor Kozlov, C, Russie, Panthers de la Floride.
- 26 Martin Ručinský, AG, République Tchèque, Canadiens de Montréal.
- 28 Mariusz Czerkawski, AD, Pologne, Islanders de New York.
- 29 Patrik Eliáš, AG, République Tchèque, Devils du New Jersey.
- 38 Pavol Demitra, AD, Slovaquie, Blues de Saint-Louis.
- 68 Jaromír Jágr, AD, République Tchèque, Penguins de Pittsburgh.
- 81 Miroslav Šatan, AG, Slovaquie, Sabres de Buffalo.

### Amérique du Nord
- Entraîneur-chef : Pat Quinn; Maple Leafs de Toronto.

Gardiens de buts
- 30 Martin Brodeur, Canada ; Devils du New Jersey.
- 31 Curtis Joseph, Canada ; Maple Leafs de Toronto.
- 35 Mike Richter, États-Unis ; Rangers de New York.

Défenseurs :
- 02 Al MacInnis, Canada ; Blues de Saint-Louis.
- 03 Scott Stevens, Canada ; Devils du New Jersey.
- 04 Rob Blake, Canada ; Kings de Los Angeles.
- 06 Phil Housley, États-Unis ; Flames de Calgary.
- 24 Chris Chelios, États-Unis ; Red Wings de Détroit.
- 37 Éric Desjardins, Canada ; Flyers de Philadelphie.
- 44 Chris Pronger, Canada ; Blues de Saint-Louis.
- 77 Raymond Bourque, Canada ; Bruins de Boston.  Capitaine

Attaquants :
- 08 Mark Recchi, AD, Canada, Flyers de Philadelphie.
- 09 Paul Kariya, AG, Canada, Mighty Ducke d'Anaheim.
- 10 Tony Amonte, AD, États-Unis, Blackhawks de Chicago.
- 11 Mark Messier, C, Canada, Canucks de Vancouver.
- 13 Owen Nolan, AD, Canada, Sharks de San José.
- 14 Brendan Shanahan, AG, Canada, Red Wings de Détroit.
- 15 Ray Whitney, AG, Canada, Panthers de la Floride.
- 16 John LeClair, AG, États-Unis, Flyers de Philadelphie.
- 19 Steve Yzerman, C, Canada, Red Wings de Détroit.
- 23 Scott Gomez, C, États-Unis, Devils du New Jersey.
- 27 Mike Modano, C, États-Unis, Stars de Dallas.
- 88 Eric Lindros, C, Canada, Flyers de Philadelphie.
- 91 Joe Sakic, C, Canada, Avalanche du Colorado.
- 97 Jeremy Roenick, C, États-Unis, Coyotes de Phoenix.

## Feuille de match
| No                | Score            | Équipe           | Buteur (Passeur(s))              | Temps            |                  |
| Première période  | Première période | Première période | Première période                 | Première période | Première période |
| ----------------- | ---------------- | ---------------- | -------------------------------- | ---------------- | ---------------- |
| 1                 | 1-0              | Monde            | Demitra (Yushkevich - Elias)     | 3:12             |                  |
| 2                 | 2-0              | Monde            | Jágr (Ručinský)                  | 10:50            |                  |
| 3                 | 2-1              | Amérique         | Sakic (Whitney - Recchi)         | 13:56            |                  |
| 4                 | 3-1              | Monde            | Iouchkevitch (Kozlov - P. Boure) | 14:35            |                  |
| 5                 | 3-2              | Amérique         | Roenick (Modano)                 | 19:30            |                  |
| Deuxième période  |                  |                  |                                  |                  |                  |
| 6                 | 4-2              | Monde            | P. Boure (V. Boure)              | 0:33             |                  |
| 7                 | 5-2              | Monde            | P. Boure (V. Boure - Kozlov)     | 8:38             |                  |
| 8                 | 5-3              | Amérique         | Amonte (Modano - Bourque)        | 12:14            |                  |
| 9                 | 5-4              | Amérique         | Whitney (Desjardins - Messier)   | 17:08            |                  |
| Troisième période |                  |                  |                                  |                  |                  |
| 10                | 6-4              | Monde            | Demitra (Hejduk - Patrik Eliáš)  | 8:52             |                  |
| 11                | 7-4              | Monde            | P. Boure (Lidström - Kozlov)     | 9:31             |                  |
| 12                | 8-4              | Monde            | Šatan (Czerkawski - Bonk)        | 10:51            |                  |
| 13                | 9-4              | Monde            | Bonk (Jágr - Ručinský)           | 19:28            |                  |

Gardiens :
- Reste du monde : Turek (1re période), Salo (2e période), Kölzig (3e période).
- Amérique du Nord : Joseph (1re période), Brodeur (2e période), Richter (3e période).

Tirs au but :
- Monde (48) 20 - 13 - 15
- Amérique (32) 13 - 11 - 08

Arbitres : Kerry Fraser, Don Koharski
Juges de ligne : Gérard Gauthier, Ray Scapinello